# Jesús Sánchez Carrascosa
Jesús Sánchez Carrascosa  (1957, Fuente Álamo de Murcia) es un periodista español, director de diversos medios de comunicación: Canal 9 Televisión Valenciana, Diario de Valencia, Valencia Te Ve, La Prensa de Cartagena, Revista Dona, Periódico Papers d´Educacio i Cultura. Creador del polémico programa de televisión Tómbola. Ha producido numerosos documentales y series de ficción para televisión.
Fue marido de María Consuelo Reyna, directora de Las Provincias. Amigo de la infancia de Eduardo Zaplana. Fue nombrado secretario general de Presidencia de la Generalidad Valenciana en 1995.
Ha dirigido campañas electorales locales o autonómicas en casi todos los partidos: PSOE, PP, Unión Valenciana, Partido Cantonal y Los Verdes. Asesor de imagen y marketing de grandes empresas valencianas.
Ha sido también un destacado ecologista, autor de varios libros de plantas, y miembro activo de grupos conservacionistas. En 2009 puso en marcha la cadena de supermercados ecológicos SuperSano.